# Campionati del mondo di ciclocross 2023 - Gara maschile Junior
La quarantaquattresima edizione della gara maschile Junior dei Campionati del mondo di ciclocross 2023 si svolse il 5 febbraio 2023 con partenza ed arrivo a Hoogerheide, nei Paesi Bassi, su un percorso iniziale di 150 m più un circuito di 3,2 km da ripetere 6 volte per un totale di 19,35 km. La vittoria fu appannaggio del francese Léo Bisiaux, il quale terminò la gara in 43'48", alla media di 26,503 km/h, precedendo il neerlandese Senna Remijn e il belga Yordi Corsus.
Partenza con 71 ciclisti, dei quali 69 portarono a termine la competizione.

## Squadre partecipanti
| N.        | Cod. | Squadra         |
| --------- | ---- | --------------- |
| 2-3       | SUI  | Svizzera        |
| 4-10      | BEL  | Belgio          |
| 14-19     | USA  | Stati Uniti     |
| 20-23     | CAN  | Canada          |
| 24-28     | CZE  | Repubblica Ceca |
| 29-34     | FRA  | Francia         |
| 35, 37    | DEN  | Danimarca       |
| 38-39     | IRL  | Irlanda         |
| 40-42     | GBR  | Gran Bretagna   |
| 43-47     | NED  | Paesi Bassi     |
| 49-51, 53 | ITA  | Italia          |

| N.    | Cod. | Squadra       |
| ----- | ---- | ------------- |
| 54-55 | GER  | Germania      |
| 56-57 | SWE  | Svezia        |
| 58-61 | SVK  | Slovacchia    |
| 62-64 | ESP  | Spagna        |
| 65-67 | LUX  | Lussemburgo   |
| 68    | AUS  | Australia     |
| 69-70 | HUN  | Ungheria      |
| 71    | NZL  | Nuova Zelanda |
| 72-75 | POL  | Polonia       |
| 76    | NOR  | Norvegia      |
| 77    | FIN  | Finlandia     |

## Ordine d'arrivo (Top 10)
| Pos. | Corridore          | Squadra     | Tempo  |
| ---- | ------------------ | ----------- | ------ |
| 1    | Léo Bisiaux        | Francia     | 43'48" |
| 2    | Senna Remijn       | Paesi Bassi | a 11"  |
| 3    | Yordi Corsus       | Belgio      | a 17"  |
| 4    | Wies Nuyens        | Belgio      | s.t.   |
| 5    | Seppe van den Boer | Belgio      | a 26"  |
| 6    | Keije Solen        | Paesi Bassi | a 30"  |
| 7    | Mika Vijfvinkel    | Paesi Bassi | a 42"  |
| 8    | Albert Philipsen   | Danimarca   | a 44"  |
| 9    | Zsombor Takács     | Ungheria    | a 47"  |
| 10   | Václav Ježek       | Rep. Ceca   | a 48"  |